# Dominika
Dominika (službeno Zajednica Dominike),  mala je država i otok u Karipskom moru. Dominiku treba razlikovati od Dominikanske Republike, također države u Karipskom moru.

## Povijest
Kristofor Kolumbo se skrcao na Dominiku 3. studenog 1493. Dominika je bio posljednji od otoka u Karipskom moru koji je koloniziran od Europljana, jer su domoroci pružali velik otpor. Francuska se 1763. odrekla otoka u korist 
Velike Britanije. Britanci su 1805. otok proglasili svojom kolonijom. Godine 1978. Dominika je stekla nezavisnost. Veliki gospodarski napredak Dominika je imala u vrijeme premijerke Mary Eugenia Charles, 1980. – 1995.

## Politika
Dominika je zemlja s parlamentarnom demokracijom. Nalazi se u sklopu Commonwealtha. Predsjednik se bira na pet godina, a premijer je obično iz stranke s najviše mjesta u parlamentu.

## Zemljopis
Zemljopisne koordinate Dominike su 15° 25' N, 61° 20' W. Dominika se, kao otok u Karipskom moru, nalazi na pola puta između Trinidada i Tobaga i Portorika.
Najduža rijeka je Layou.

## Ekonomija
Agrikultura, posebno banane, glavni su proizvod Dominike.

## Demografija
Gotovo svi stanovnici Dominike potomci su robova iz Afrike.
Dobna struktura: 
- 0–14 godina: 29% (muški 10.556; žene 10.254)
- 15–64 godina: 63% (muški 23.151; žene 21.984)
- 65 godina i više: 8% (muški 2.294; žene 3.301) (2000., procjena)

- Prirodni prirast: -1,14% (2000., procjena)

## Jezici
Na Dominiki se govore 3 jezika. Službeni je engleski 10.000 (2004.), a ostala dva su kreolska jezika: antigvanski i barbudski kreolski engleski, ovdje nazivan Kokoy kreolski engleski 200 (2004.), i svetolucijski kreolski francuski, odnosno dominikanski kreolski francuski 42.600 (1998.).

## Razno
- Komunikacije u Dominiki
- Transport u Dominiki
- Vojska Dominike
- Vanjska politika Dominike